# 绍尔基福卢德
绍尔基福卢德，是匈牙利沃什州所辖的一个村，总面积17.37平方公里，总人口640，人口密度36.8人/平方公里（2010年1月1日）。